# Asociación Nacional de Universidades e Instituciones de Educación Superior
La Asociación Nacional de Universidades e Instituciones de Educación Superior, (ANUIES) de México, fundada en 1950, es el organismo que agrupa a las principales instituciones de educación superior públicas y particulares de México. Históricamente, la ANUIES ha participado activamente en la formulación de programas, planes y políticas nacionales, así como en la creación de organismos orientados al desarrollo de la educación superior mexicana.
Los miembros de la ANUIES son 191 universidades e instituciones de educación superior de México, tanto públicas como particulares, que atienden al 80% de la matrícula de alumnos que cursan estudios de licenciatura y de posgrado en México.
La ANUIES es el organismo interlocutor ante entidades gubernamentales representando el interés de las instituciones de educación superior. Especialmente en años recientes, la ANUIES ha estado adoptando un papel creciente de cabildeo ante la Cámara de Diputados, la Secretaría de Educación Pública y la Secretaría de Hacienda y Crédito Público en lo referente a la negociación del presupuesto del Gobierno Federal dedicado a la educación superior.

## Organización
Los principales órganos de gobierno y operación de la ANUIES son los siguientes:
- Asamblea General: Órgano supremo de la Asociación, constituido por todas las instituciones afiliadas.
- Consejo Nacional: Órgano colegiado de dirección y articulación de la Asociación, integrado por 15 titulares de las instituciones afiliadas y el Secretario General Ejecutivo.
- Consejos Regionales: Son instancias colegiadas de coordinación del trabajo regional de las instituciones asociadas, que se integran por los titulares de las instituciones de la región. Existen los siguientes seis Consejos Regionales: Noroeste, Noreste, Centro-Occidente, Metropolitana, Centro-Sur y Sur-Sureste.
- Consejos Especiales: Existen los siguientes Consejos Especiales:
  - Consejo de Universidades Públicas e Instituciones Afines (CUPIA), constituido por universidades públicas e instituciones afines.
  - Consejo de Universidades Particulares e Instituciones Afines (CUPRIA), integrado por instituciones particulares.
  - Consejo de Institutos Tecnológicos e Instituciones Afines (CITIA), el de más reciente creación, debido a la presencia y participación activa y constante que han tenido estas instituciones de educación superior en la ANUIES.
- Secretaría General Ejecutiva: Es la instancia operativa representada por el Secretario General Ejecutivo, quien además de fungir como el responsable legal de la Asociación, también tiene las facultades de organizar la dependencia y ejecutar los acuerdos de la Asamblea General, del Consejo Nacional y de los Consejos Especiales.

## Redes de Colaboración
La ANUIES cuenta con una Red de Cooperación y Movilidad Nacional, con el objetivo de que los alumnos de las instituciones adheridas puedan llevar a cabo estancias de estudios o investigación en alguna de las instituciones integrantes de la Red. Para la Asociación, una red de colaboración representa un colectivo conformado por académicos, especialistas y estudiantes cuyo trabajo se fundamenta en flujos permanentes y continuos de comunicación, información, intercambio de recursos, experiencias y conocimientos.
Estas redes de colaboración de la ANUIES se han consolidado a través de prácticas cotidianas, ampliación del conocimiento de la temática que abordan y, generación de diversos documentos técnicos, programas y políticas de alcance regional y/o nacional que abonan al desarrollo de la educación superior de México.
Estas redes están facultadas para supervisar las actividades que se llevan dentro de las instituciones afiliadas, por medio de la investigación y el desarrollo de nuevas herramientas de desempeño, es importante rescatar que su enfoque recae en las instituciones superiores para lograr un parámetro del avance de la educación superior.
La Asociación Nacional de Universidades es un organismo muy importante que permite el pluriculturalismo de las principales instituciones de Educación Superior del país; la competitividad y excelencia de las instituciones y los individuos que de ellas dependen; promueven el mejoramiento y la renovación constante en sus conocimientos y se derivan en gran parte de la participación de dicho organismo.

## Liderazgo
El actual Secretario General Ejecutivo de la ANUIES por el periodo 2015-2019 es el Mtro. Jaime Valls Esponda, exrector de la Universidad Autónoma de Chiapas.
Dentro de la lista de Secretarios Generales anteriores, destacan el Mtro. Jorge Luis Ibarra Mendívil, el Dr. Julio Rubio Oca, el Mtro. Carlos Pallán Figueroa y el Dr. Juan Casillas García de León.

## Universidades integrantes
| Entidad Federativa | N.º | Universidades                   |
| ------------------ | --- | ------------------------------- |
| Ciudad de México   | 3   |                                 |
| Jalisco            | 2   |                                 |
| Nuevo León         | 2   |                                 |
| Aguascalientes     | 6   | ITA, UAA, UPA, UTAgs, UTC,UTNA. |
| Baja California    | 6   |                                 |
| Chihuahua          | 1   |                                 |
| Coahuila           | 1   |                                 |
| Estado de México   | 1   |                                 |
| Guanajuato         | 1   |                                 |
| Hidalgo            | 1   |                                 |
| Puebla             | 1   |                                 |
| Querétaro          | 1   |                                 |
| San Luis Potosí    | 1   |                                 |
| Sinaloa            | 1   |                                 |